# Sergueï Jelezniak
Sergueï Vladimirovitch Jelezniak (Серге́й Влади́мирович Железня́к), né le 30 juillet 1970 à Léningrad, est un homme politique russe, secrétaire adjoint du conseil directorial du parti Russie unie et vice-président de la Chambre haute, le Conseil de la fédération. Il est membre de la commission de la Douma d'État à propos de la politique d'information, des nouvelles technologies et des médias.
Il fait partie des hautes personnalités russes dont les ministres des Affaires étrangères de l'Union européenne ont décidé d'interdire de visa et de geler les éventuels avoirs, en représailles contre le vote par les électeurs de Crimée du rattachement de leur république autonome à la fédération de Russie, le 16 mars 2014.